# Johannes Gottlieb Bijl

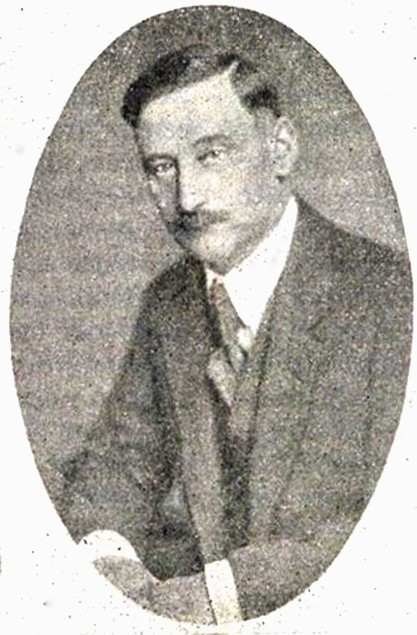
Johannes Gottlieb Bijl

Johannes Gottlieb Bijl ( Amsterdam  26 Juli 1881 - Haarlem, 22 augustus 1939) was een Nederlands waterbouwkundige. Hij was een groot aantal jaren de hoogste technische ambtenaar van de polder Haarlemmermeer.  

## Opleiding en eerste werkkring
Hij werd geboren als zoon van een Amsterdamse predikant. Na eerst een twee jaar aan de Technische Hogeschool van Aken voor mijningenieur gestudeerd te hebben ging hij over naar Polytechnische school in Delft om daar in 1905 het diploma van civiel ingenieur te behalen. Na zijn afstuderen begon hij bij de fabriek van gewapend beton van Fred. Baars & Co, in Amsterdam. In februari 1907 werd hij adjunct-directeur van de Hollandsche Electrische Spoorweg Maatschappij.  Men had plannen om in het gebied tussen Amsterdam, Haarlem, Leiden en Utrecht een net van elektrische spoorlijnen aan te leggen. In 1912 werd onder zijn leiding de lokaalspoorlijnen Haarlem-Hoofddorp-Aalsmeer en Hoofddorp-Leiden aangelegd. Deze lijnen zijn vanaf het begin door de HSM met stoomtractie geëxploiteerd en werden nooit geëlektrificeerd. Deze spoorlijnen zijn nog tijdens het leven van Bijl weer gesloten (in 1936).  
Voor zijn werk bij de polder Haarlemmermeer had hij kennis nodig van de hydraulica, hij vond dat hij op dat gebied wel bijscholing nodig had. In 1922 ging hij daarom in de vakantieperiode een stage volgen bij prof. Theodor Rehbock van de Universiteit van Karlsruhe. Deze kennis heeft hij met name gebruikt voor de elektrificatie van het gemaal De Lijnden.  

## Haarlemmermeer
In 1917 werd hij benoemd als opvolger van Ir. Lodewijk Leopold graaf van Randwijck als ingenieur van de polder Haarlemmermeer. Hij werd daarmee verantwoordelijk voor de gemalen, watergangen en waterkeringen van de Haarlemmermeerpolder.   

### Gemalen
Bij zijn aantreden had de polder drie monumentale gemalen, de Leeghwater, de Lijnden en de Cruquius. Oorspronkelijk waren dit alle drie stoomgemalen met één grote plunjer die een aantal pompen rondom aandreven. Bij de Lijnden waren in 1892 de acht plunjerpompen al vervangen door twee (door stoom aangedreven) centrifugaalpompen. In 1919 heeft Bijl die vervangen door een synchroonmotor, die oorspronkelijk als generator had dienstgedaan in de elektriciteitscentrale van Naarden/Bussum. Als eerder (in1913) had Bijl de Leeghwater laten ombouwen en de 11 plunjerpompen vervangen door een centrifugaalpomp, aangedreven door een dieselmotor met een groter vermogen dan ooit te voren voor polderbemaling was toegepast.  
Door deze verbeteringen was het gemaal De Cruquius overbodig geworden. Deze verbeteringen hadden heel veel geld gekost, wat betaald moest worden door de ingelanden van de polder. Alhoewel de financiering door de crisis in de landbouw in die periode problematisch was, heeft men toch doorgezet omdat door de verbeterde waterhuishouding door deze aanpassing van de gemalen de opbrengst van de akkerbouw behoorlijk steeg. Bijl kreeg dit voor elkaar omdat hij een goed inzicht had in de landbouweconomie, mede door zijn geologische vooropleiding in Aken.   
Het overbodige gemaal De Cruquius zou gesloopt worden, maar Bijl vond dat dit gemaal vanwege zijn historische waarde behouden zou moeten blijven. In 1922 is een actie begonnen om het gemaal te behouden, maar dat lukte maar ten dele. Het gebouw werd niet gesloopt, maar werd ook niet actief beheerd, het stond leeg. In 1934 is de Stichting De Cruquius opgericht, mede met steun van Bijl. De Stichting nam het gemaal over van de Polder Haarlemmermeer voor een symbolisch bedrag van 1 gulden en vestigde er in 1934 een (statisch) museum.  
Bijl was ook lid van de Technische Commissie van  de Vereniging De Hollandsche Molen en gaf uit dien hoofde veel advies om bestaande molens en gemalen te moderniseren, maar ook om hun landschappelijke functie te behouden.
Door de vergrote capaciteit van de gemalen was het nodig om de toevoerkanalen (zowel de Hoofdvaart als de dwars- en langstochten) te verbreden. Bijl heeft het voor elkaar gekregen dat veel van dat werk in het kader van de werkverschaffing werd uitgevoerd, zodat de kosten daarvan maar in heel beperkte mate ten last van de Polder kwamen.

### Wegen
De Polder was in die tijd ook de wegbeheerder van alle wegen in de polder (zo'n 230 km), met bijbehorende bruggen. Oorspronkelijk waren dit smalle, niet-gefundeerde grindwegen. In de jaren twintig en dertig nam het gemotoriseerde wegverkeer sterk toe, iets waar de grindwegen niet tegen bestand waren. De onderhoudskosten stegen in de periode van 1920 to 1930 van ƒ 30.000 per jaar tot ƒ 200.000 per jaar. Daarom kwam Bijl in 1931 met een gedetailleerd voorstel voor verbetering van het wegennet. De Provincie zou dit subsidiëren, waardoor de jaarlijkse kosten voor onderhoud plus rente en aflossing van de hiervoor benodigde lening niet boven de ƒ 125.000 per jaar zou komen. Dit voorstel gaf binnen het polderbestuur aanleiding tot nogal wat discussies, maar is uiteindelijk wel aangenomen en de verwachtingen zijn waargemaakt. 

## Publicaties
Hij heeft nogal wat gepubliceerd op agro-geologisch gebied, en op het gebied van grondwaterstromen. Hij heeft als lid van een regeringsdelegatie Nederland vertegenwoordigd op het Eerste Internationale Bodemkundige Congres in 1927 in Washington en daarbij een omvangrijke studiereis door de Vereenigde Staten en Canada gemaakt. 
- Bijl, J.G. (1930). Het Grondwater in Rijnland. Bataafs Genootschap voor proefondervindelijke wijsbegeerte te Rotterdam.
- (fr) Bijl, J.G., Tesch, P  (1938). Polders et  dunes. Congrès international de géographie  1938
- Bijl, J.G.  (1938). Geologisch-waterstaatkundige kaart van Rijnland. Congrès International de Géographie  1938

### Publicaties in "De Ingenieur"
- Het rapport Westhoff en de waterschappen (1939)
- Geo-hydrologische gesteldheid van de Wieringermeer (1937)
- Het "Haerlemmer-Meer-Boeck" (1936)
- De hygiënische verzorging van den Haarlemmermeerpolder gedurende en na de droogmaking van het Meer (1935- 39 G26)

- International Standard Name Identifier: 0000 0003 9317 3455
- Virtual International Authority File: 199612901